# Centro Novo do Maranhão
Centro Novo do Maranhão es un municipio brasileño del estado de Maranhão. Su población es de 17 622 habitantes según el censo del IBGE del año 2010. Limita al norte con el municipio de Carutapera, al este con el municipio de Godofredo Viana, al oeste con el municipio de Paragominas y al sur con el municipio de Açailândia. El municipio de Centro Novo do Maranhão fue creado, por la Ley N.º 6.160, el 10 de noviembre de 1994. 